# Mizzi-Langer-Wand

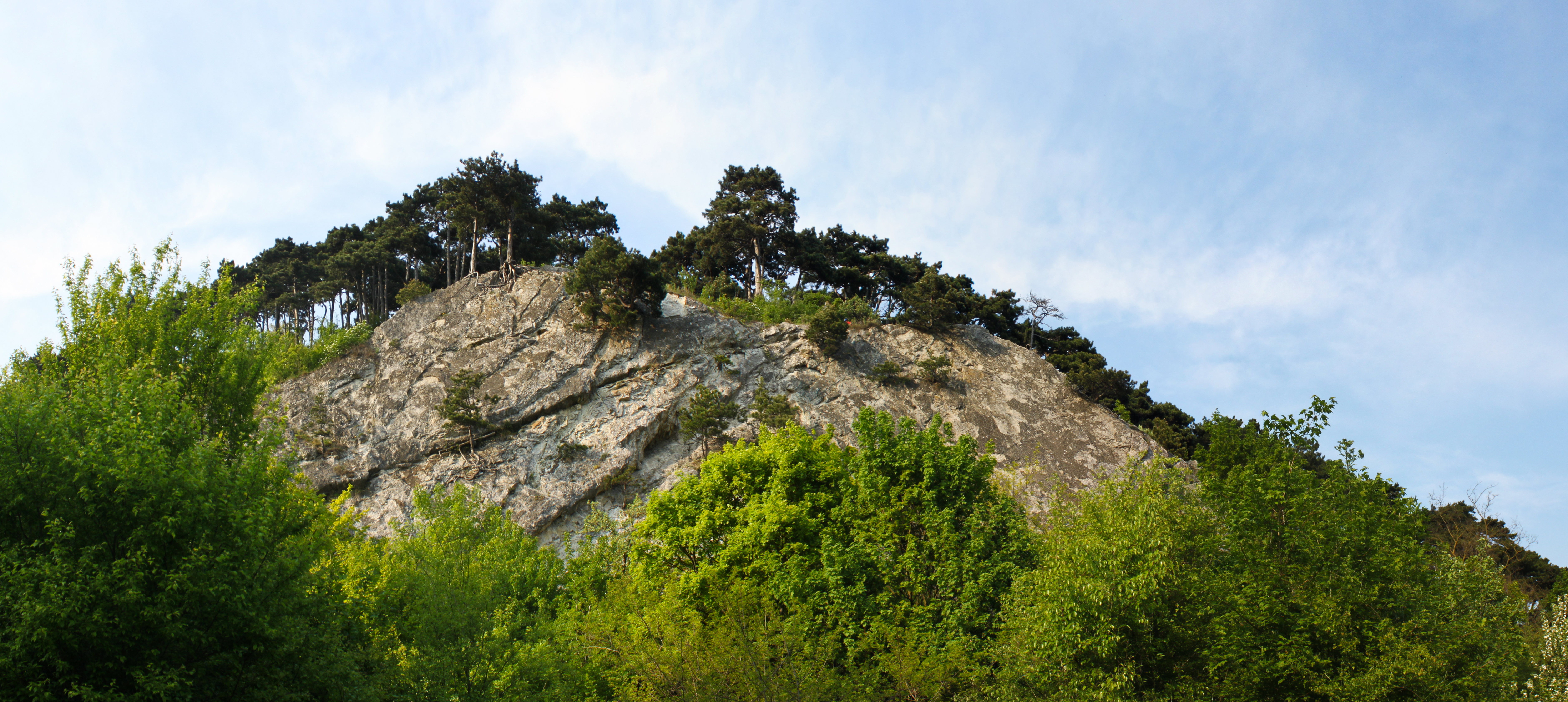
Mizzi-Langer-Wand (2011)

Die Mizzi-Langer-Wand ist ein Klettergarten in Rodaun.

## Beschreibung

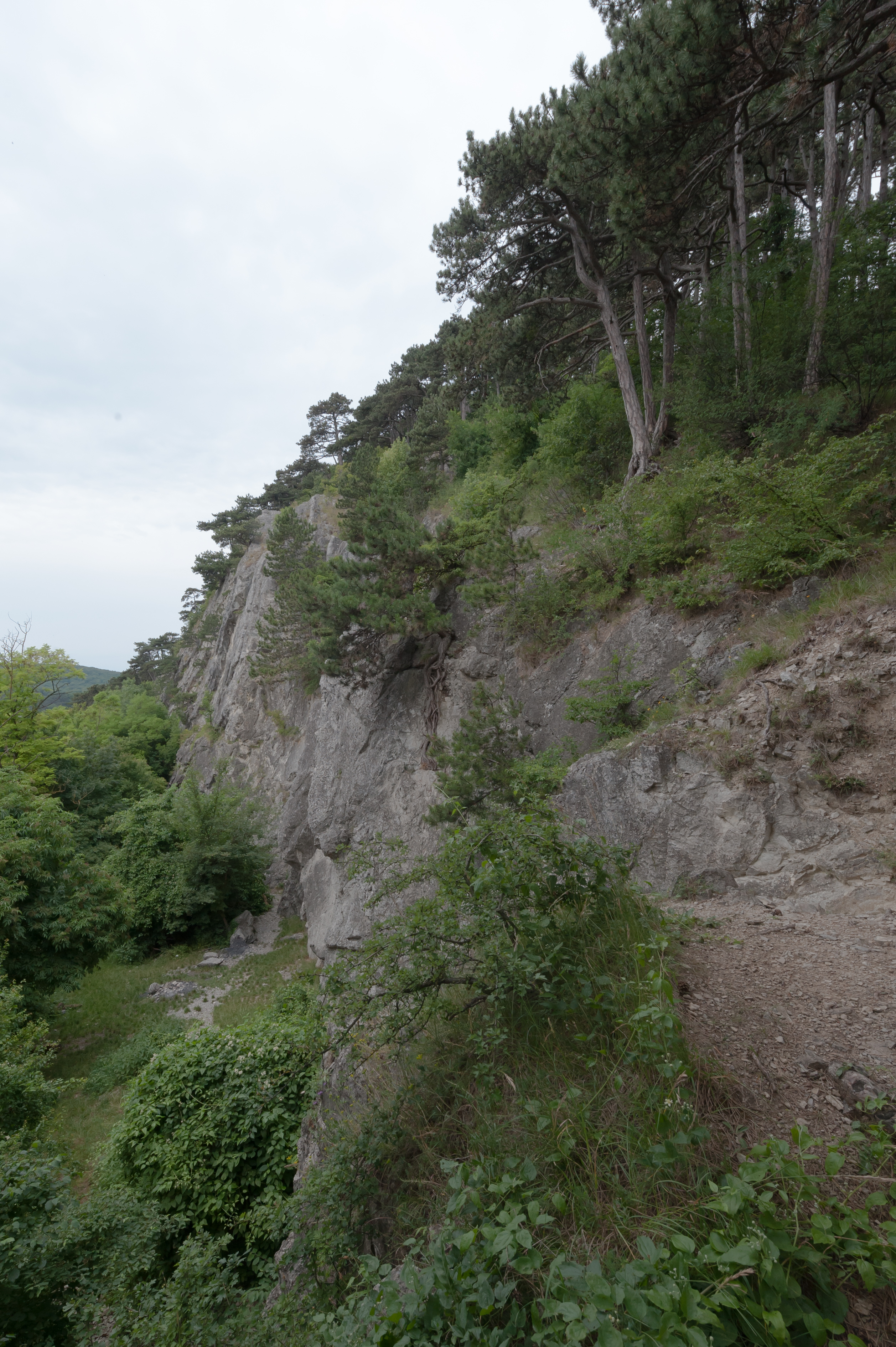
Mizzi-Langer-Wand (2015)

Die Mizzi-Langer-Wand befindet sich im 23. Wiener Gemeindebezirk, Liesing, im Bezirksteil Rodaun, in einem ehemaligen Steinbruch, inmitten des dort üblichen Schwarzföhrenwaldes. Sie liegt am Südabhang des Zugbergs (Gipfel 325 m ü. A.) oberhalb der Kaltenleutgebner Straße und ist über einen Gehweg vom Parkplatz in der Willergasse, gegenüber dem Internat Sta. Christiana erreichbar. Die Mizzi-Langer-Wand ist eine ca. 40 m hohe Felswand, die an manchen Stellen den Schwierigkeitsgrad 6+ aufweist und daher auch für fortgeschrittene Bergsteiger zum Klettern und Bouldern interessant ist. Erwähnenswert sind hier beispielsweise das Große und das Kleine Dreieck, die Fredkante, die Rhinozeroshaut und der Verdauungsspaziergang. Die Mizzi-Langer-Wand ist der einzige natürliche Kletterpark Wiens.
Eigentümer des Geländes um die Mizzi-Langer-Wand ist das Institut Sta. Christiana, das im Schloss Rodaun das Schulzentrum der Katholischen Privatschulen Sta. Christiana betreibt. Das westlich und nördlich liegende Grundstück, auf dem sich der größte Teil des Zugbergs befindet, gehört der Stadt Wien.

## Geschichte
Der frühere Steinbruch ist erstmals 1754/55 in der Karte der südlichen Wiener Umgebung von Jean-Baptiste Brequin als „Montagne remplie de fort beau marbre“ ausgewiesen (frz.: „Berg mit sehr schönem Marmor“; beim Gestein handelt es sich allerdings nicht um Marmor, sondern um Dolomit).
Die Mizzi-Langer-Wand wurde nach der Bergsteigerin Maria „Mizzi“ Langer-Kauba benannt. Mizzi Langer übernahm mit ihrem Ehemann, Franz Johann Kauba, das 1896 gegründete, älteste Sportartikel-Geschäft Wiens. Um sie herum hatte sich Ende des 19. Jahrhunderts die sogenannte Langer-Platte, eine Gruppe begeisterter Bergsteiger, gebildet, die in dem ehemaligen Steinbruch Kletterübungen und Wettkämpfe abhielten. Relativ bald etablierte sich dadurch in der Bevölkerung der Name Mizzi-Langer-Wand.
Die Mizzi-Langer-Wand ist als Naturdenkmal (Listeneintrag) geschützt.

## Luftschutzanlage

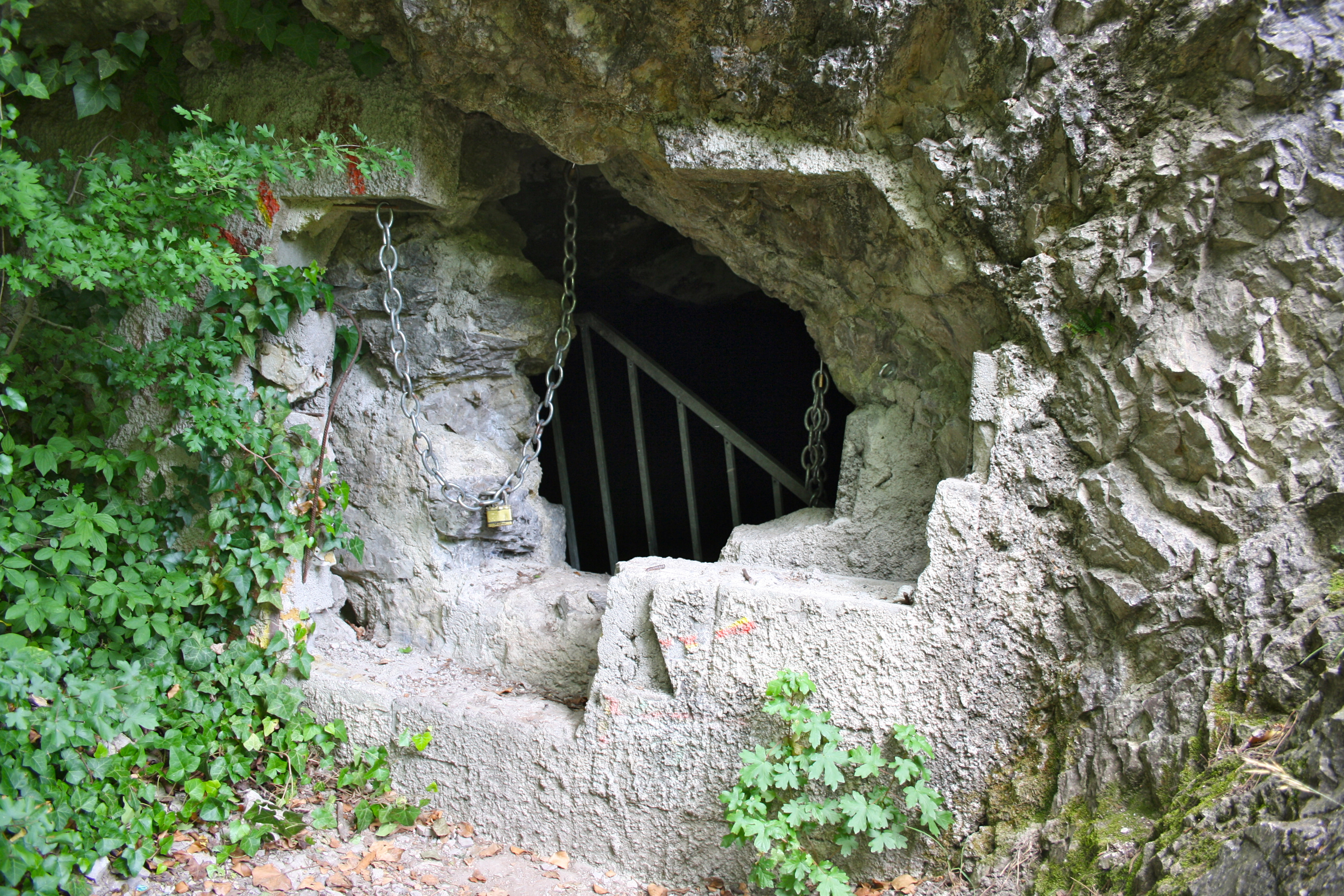
Teilweise zugemauerter Eingang zur Luftschutzanlage (2015)

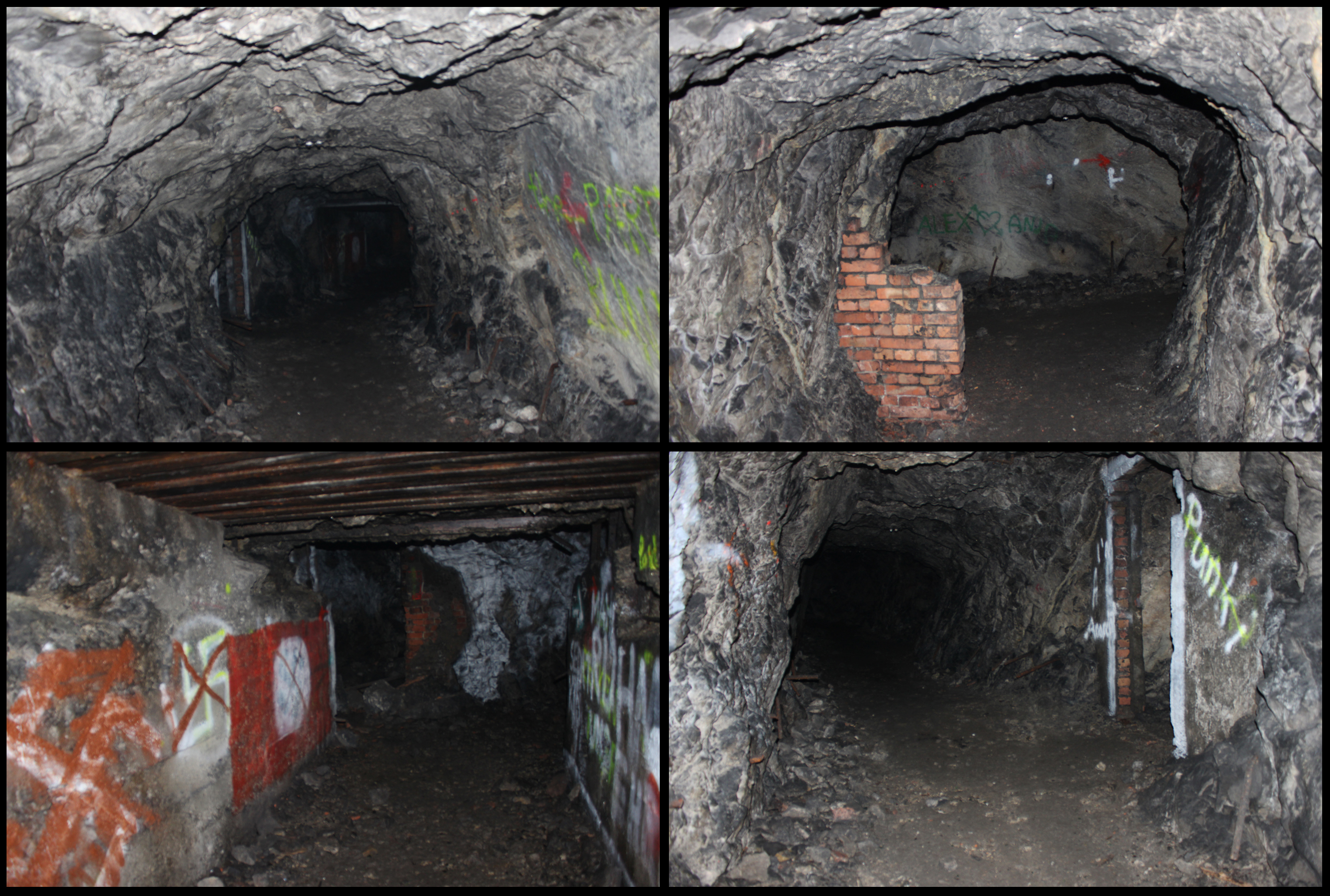
Aufnahmen aus dem inneren des ehemaligen Luftschutzstollens (2010)

Am Fuße der Mizzi-Langer-Wand befindet sich der Eingang zu einem Luftschutzstollen, der im Zweiten Weltkrieg angelegt wurde. Die Anlage ist 138,5 Meter lang und diente der Rodauner Bevölkerung zum Schutz vor Luftangriffen insbesondere gegen Kriegsende. Ursprünglich waren in dem Stollen auch Sitzmöglichkeiten angebracht, von denen heute noch Eisenstangen zeugen, die in 50 cm Höhe in die Wand getrieben sind und auf denen Holzplatten aufgelegt waren. Die Anlage war mit elektrischem Licht und einer Belüftungsanlage versehen und hatte ursprünglich am östlichen Ende einen zweiten Ein- bzw. Ausgang, der jedoch mittlerweile verschüttet ist.

## Keine Haftung bei Klettersturz
Im Juni 2002 stürzte in der Mizzi-Langer-Wand ein Kletterer aus 10 Metern Höhe ab, da sich einer der Haken aus der Wand gelöst hatte. Der Kletterer wurde schwer verletzt und klagte die Grundeigentümerin auf Schadenersatz. Der Rechtsstreit ging bis zum Obersten Gerichtshof, wobei alle Instanzen den Anspruch auf Schmerzengeld des verunfallten Kletterers abwiesen. Begründet wurde die Entscheidung damit, dass die Grundeigentümerin den Kletterpark weder betreibt, noch bewirbt und daraus auch keinen wirtschaftlichen Nutzen zieht, sondern vielmehr durch das Forstgesetz, wonach jeder den Wald zu Erholungszwecken benützen darf, zur Duldung der Kletterer gezwungen wird.